# Обыкновенный капуцин
Обыкновенный, или белоплечий капуцин (лат. Cebus capucinus), — вид приматов семейства цепкохвостых обезьян, обитающих в Центральной и Южной Америке.

## Описание
Шерсть преимущественно чёрная, однако шея, грудь, горло и плечи желтовато-белые. Лицо розовое или светло-кремовое, иногда присутствуют тёмные отметины над глазами. Хвост длинный, приспособлен для хватания. На его конце есть безволосая поверхность.
Взрослые животные достигают в длину от 335 до 453 мм без хвоста, весят до 3,9 кг. Хвост длиной до 551 мм. Самцы в среднем на 27 % крупнее самок.

## Распространение
Встречаются в Панаме, Колумбии и Эквадоре.
Населяют различные типы лесов, включая вторичные леса, вечнозелёные и листопадные леса, сухие и дождевые леса, а также мангровые заросли.

## Образ жизни
Дневные животные, проводящие большую часть времени на деревьях. Однако спускаются на землю чаще, чем многие другие обезьяны Нового Света. Передвигаются в основном на четырёх конечностях. Образует крупные группы до 40 животных, соотношение количества самцов к количеству самок в группе составляет в среднем 0,71. За редким исключением, самки проводят всю жизнь рядом со своими родственницами.

## Рацион
Капуцины всеядны. Основу рациона составляют фрукты и насекомые. Фрукты составляют от 50 % до 67 % рациона. Из растительной пищи также потребляет цветы, ростки растений, молодые листья, семена. Из насекомых предпочитает личинок жуков, гусениц, муравьёв и их личинок, а также ос. Охотится также на мелких позвоночных, таких как птицы, птичьи яйца, лягушки, ящерицы. Известны случаи охоты на белок и попугаев.

## Размножение
Полигамные животные. Самец может спариваться с несколькими самками. Хотя самка также может спариваться с несколькими самцами, наивысшие шансы на спаривание имеет доминантный самец. Тем не менее, существуют свидетельства того, что доминантные самцы избегают полового контакта с собственными дочерьми.
Спаривание занимает около 2 минут. Беременность длится от пяти до шести месяцев. В помёте обычно один детёныш, но нередки и двойни. Чаще всего роды приходятся на сухой сезон в период с декабря по апрель. Мать носит новорождённого на спине до шестинедельного возраста. По достижении пятинедельного возраста детёныш может отлучаться от матери на короткие промежутки времени и уже к трём месяцам детёныш передвигается самостоятельно. Детёныши питаются молоком матери до 6—12 месяцев. В воспитании потомства участвуют как самцы, так и самки.
Как и другие капуцины, эти приматы взрослеют относительно медленно. Половое созревание наступает в возрасте трёх лет. Однако в среднем, самки дают потомство только к семи годам. Самцы становятся репродуктивными только к десяти годам. Продолжительность жизни достаточно велика для приматов этого размера и в неволе может достигать 54 лет.

## Подвиды
Красная книга МСОП признаёт два подвида:
- Cebus capucinus capucinus — континентальная Южная Америка, восточная Панама;
- Cebus capucinus curtus — остров Горгона.

Cebus imitator, ранее рассматривавшийся в качестве подвида обыкновенного капуцина, в 2012 году был выделен в самостоятельный вид. Анализ Boubli et al. (2012) показал, что ветви C. capucinus и C. imitator разошлись около 2 млн лет назад.